# الکاوسین
الکاوسین (به اسپانیایی: Alcaucín) یک شهرستان در اسپانیا است که در اندلس واقع شده‌است.

## خصوصیات
الکاوسین ۴۶ کیلومترمربع مساحت و ۲٬۴۶۹ نفر جمعیت دارد و ۵۱۸ متر بالاتر از سطح دریا واقع شده‌است.